# هانس بتمبورگ
هانس بتمبورگ (سوئدی: Hans Bettembourg؛ زادهٔ ۲۸ مارس ۱۹۴۴) وزنه‌بردار اهل سوئد بود.